# Matsumoto Takatoshi
Takatoshi Matsumoto (sinh ngày 5 tháng 9 năm 1983) là một cầu thủ bóng đá người Nhật Bản.

## Sự nghiệp câu lạc bộ
Takatoshi Matsumoto đã từng chơi cho Kyoto Purple Sanga, FC Tokyo, Vissel Kobe, Shonan Bellmare và Tokushima Vortis.